# Вишняки (Кременчуцький район)
Вишняки́ — село в Україні, у Новогалещинській селищній громаді Кременчуцького району Полтавської області. Населення становить 116 осіб.
Підпорядковувалося Василівській сільській раді Козельщинського району. 

## Географія
Село Вишняки примикає до села Трудовик, на відстані 1 км розташоване село Гайове.

## Історія
12 червня 2020 року, відповідно до розпорядження Кабінету Міністрів України № 721-р «Про визначення адміністративних центрів та затвердження територій територіальних громад Полтавської області», село увійшло до складу  Новогалещинської селищної громади.
19 липня 2020 року, в результаті адміністративно - територіальної реформи та ліквідації Козельщинського району, село увійшло до складу новоутвореного Кременчуцького району.